# Apoheterolocha quadraria
Apoheterolocha quadraria là một loài bướm đêm trong họ Geometridae.